# Diazepam
Diazepam, comercializado pela primeira vez como Valium, é um medicamento do grupo de benzodiazepinas que, normalmente, produz um efeito calmante. Costuma ser utilizado para tratar pessoas com diferentes condições de saúde, incluindo ansiedade, síndrome de abstinência alcoólica,  síndrome de abstinência benzodiazepínica, espasmos musculares, convulsões, insónias e síndrome das pernas inquietas. Também é utilizado antes de certos procedimentos clínicos ou exames, como a endoscopia e tomografia, e antes de procedimentos cirúrgicos, para induzir amnésia anterretrógrada. Pode ser tomado via oral, inserido através do recto, injectado no músculo ou numa veia. Quando administrado numa veia, os efeitos começam a aparecer dentro de um a cinco minutos e duram até uma hora. Por via oral, os efeitos podem demorar cerca de 40 minutos a aparecer.
Os efeitos secundários mais comuns incluem sonolência e problemas de coordenação. Os efeitos secundários graves são raros, e podem suscitar pensamentos suicidas, diminuição da frequência respiratória e aumento do risco de convulsões se usado com muita frequência em pessoas com epilepsia. Ocasionalmente pode causar excitação ou agitação psicomotora. Os pacientes de longo prazo podem vir a adquirir tolerância ao BZD, dependência ou sintomas de abstinência com a redução da dose. A abrupta interrupção do uso do medicamento a longo prazo pode ser extremamente perigosa. Podem persistir problemas cognitivos por seis meses ou mais.  Não é aconselhável o seu uso durante a gravidez ou amamentação. O seu mecanismo de acção dá-se sobre o neurotransmissor de ácido gama-aminobutírico (GABA), provocando a inibição da transmissão da serotonina.
O Diazepam foi sintetizado pela primeira vez por Leo Sternbach, e foi pela primeira vez manufacturado por Hoffmann-La Roche. Tem sido um dos medicamentos mais receitados no mundo desde que foi lançado, em 1963. Nos Estados Unidos, foi a medicação mais comercializado entre os anos 1968 e 1982, com vendas que ultrapassaram os dois bilhões de comprimidos só em 1978. Em 1985, à data do termo da patente, havia na altura mais de 500 marcas disponíveis no mercado. O Diazepam consta na Lista de Medicamentos Essenciais da Organização Mundial de Saúde, um dos mais importante medicamentos essenciais num sistema básico de saúde. O custo grossista no mundo em desenvolvimento é de cerca de 0,01 dólares por dose desde 2014. Nos Estados Unidos é de cerca de 0,40 dólares por dose.

## História
A substância diazepam foi criada em 1954 pelo Dr. Leo Sternbach nos laboratórios da Roche. Sua comercialização iniciou em 1963, após 8 anos de pesquisas, que consumiram cerca de 17 milhões de dólares. Comparado ao clorodiazepóxido, diazepam é duas vezes mais potente e tem meia-vida de eliminação mais longa, o que permite alcance de efeitos terapêuticos com doses menores. Após a entrada do diazepam no mercado, o clorodiazepóxido (comercializado como "Librium") começou a ser substituído por outros derivados  benzodiazepínicos, como clonazepam, lorazepam, nitrazepam, alprazolam e outros.
Os benzodiazepínicos, incluindo o diazepam, ganharam uma grande popularidade entre os médicos por serem capazes de substituir os barbitúricos em vários tratamentos neurológicos e psiquiátricos.
Foi a droga mais prescrita em receitas entre 1969 e 1982. O Valium chegou a dominar 81% do mercado de tranquilizantes nos Estados Unidos. Em 1975, Valium já era encontrado nas ruas como droga ilegal.

## Farmacologia
O diazepam é um benzodiazepínico "clássico", pois foi um dos primeiros a serem sintetizados em laboratório. Também são benzodiazepínicos "clássicos": clonazepam, lorazepam, alprazolam, oxazepam, nitrazepam, bromazepam, flunitrazepam e o clorodiazepóxido. O diazepam, assim como outros benzodiazepínicos, atua nos receptores gabaérgicos, aumentando a afinidade dos mesmos pelo neurotransmissor GABA. Pode afetar, também, o metabolismo da progesterona e causar influências no sistema reprodutor.

## Farmacocinética
O diazepam pode ser administrado pelas vias oral, endovenosa, injeção intramuscular, terapia intravenosa e também como supositório.
Quando administrado pela via oral, sua absorção ocorre em aproximadamente 20 minutos. Quando por via de injeção intramuscular, sua absorção ocorre entre 15 e 25 minutos e por via de terapia intravenosa, sua ação ocorre em aproximadamente 3 minutos. A duração do efeito depressor do Sistema Nervoso Central (SNC) dura aproximadamente 3 horas. Entretanto, seu metabólito ativo, o 3-desmetil-diazepam possui um efeito de aproximadamente 8 horas. A transformação do diazepam em 3-desmetil-diazepam ocorre após sua distribuição no plasma sanguíneo (aproximadamente 1 hora e 15 minutos após a administração).
Diazepam é altamente solúvel em meio aquoso e é amplamente distribuído pelo organismo após sua administração. Ele atravessa facilmente a barreira hemato-encefálica e é encontrado na placenta e no leite materno. Após a absorção do diazepam, seu metabólito o 3-desmetil-diazepam é redistribuído e encontrado no tecido muscular e no tecido adiposo.
Diazepam é metabolizado através do processo de oxidação pelos citocromos P-450 da família 3A. Diazepam, incluindo seus metabólitos ativos, pode ter uma meia-vida de até 5 dias. Seu principal metabólito, o 3-desmetil-diazepam (também conhecido como Nordazepam), tem uma meia-vida de até 200 horas. O Diazepam também possui outros metabólitos, tais como o temazepam e o oxazepam. Após o metabolismo do diazepam, apenas 3% da droga inalterada foi encontrada nas fezes e na urina.

## Indicações
Diazepam é amplamente usado para o tratamento da ansiedade e da insônia. Ele também é prescrito para:
- Transtorno do pânico
- Distúrbio bipolar
- Tratamento da ansiedade
- Depressão (como coadjuvante de antidepressivos, pois estes, geralmente causam insônia).
- Tratamento de convulsões e espasmos musculares decorrentes de traumatismo, paralisia cerebral, acetoses ou paraplegia (age como coadjuvante, pois o Diazepam impede o surgimento da crise epiléptica, mas não é uma Droga AntiEpiléptica).

Diazepam também é usado em animais, principalmente em cães e gatos, antes de pequenos procedimentos cirúrgicos.

## Efeitos colaterais
Os mais comuns são ataxia, coordenação anormal, esquecimento de fatos recentes, sonolência, perda de equilíbrio, perda de peso, vertigem e tremores.

## Interações medicamentosas
Os benzodiazepínicos, incluindo o diazepam, causam efeitos depressores aditivos no SNC (sistema nervoso central) quando administrados concomitantemente a outros depressores do Sistema Nervoso Central como álcool, barbitúricos, antipsicóticos, sedativos/hipnóticos, ansiolíticos, analgésicos narcóticos, anti-histamínicos, anticonvulsivantes e anestésicos.

## Superdosagem
Os sintomas de superdosagem com Diazepam, similares àqueles causados por outros depressores do SNC, incluem sonolência, confusão mental, coma, reflexos diminuídos, parada respiratória e em casos extremos, morte.

## Riscos
Estudos ainda não comprovaram a alta incidência de anomalias genéticas e deficiências congênitas em bebês de mulheres tratadas com diazepam. Diazepam não deve ser usado por mulheres grávidas a partir do terceiro mês de gestação, por causa do risco elevado de complicações na hora do parto, tais como hipotermia e dificuldades para o bebê respirar. Diazepam só deve ser usado por mulheres grávidas somente se o tratamento clínico a mãe supere os riscos potenciais ao feto. Diazepam é encontrado em pequenas quantidades na placenta e no leite materno. Pacientes em tratamento com Diazepam podem ter sua capacidade de operar ou dirigir veículos reduzidas.

## Dependência
O uso de benzodiazepínicos pode  causar dependência física e psicológica. O risco de dependência aumenta com doses mais altas e com o uso por períodos mais prolongados e aumenta ainda mais em pacientes com história de alcoolismo ou abuso de drogas/medicamentos ou em pacientes com transtornos de personalidade significantes. O potencial de dependência é reduzido quando o Diazepam é utilizado na dose adequada em tratamento de curto prazo.
| Dependência responsabilidade | Moderado |

## Ver também